# 594

## Decese
- 17 decembrie: Gregor de Tours  (n. 538)
- dată necunoscută: Euin de Trento  (n. ?)